# Cyathea caudiculata
Cyathea caudiculata là một loài thực vật có mạch trong họ Cyatheaceae. Loài này được (Rosenst.) Domin mô tả khoa học đầu tiên năm 1930.